# Ranunculus weberbaueri
Ranunculus weberbaueri är en ranunkelväxtart som först beskrevs av Oskar Eberhard Ulbrich, och fick sitt nu gällande namn av Alicia Lourteig. Ranunculus weberbaueri ingår i släktet ranunkler, och familjen ranunkelväxter. Inga underarter finns listade i Catalogue of Life.